# E se mi comprassi una sedia?
E se mi comprassi una sedia? è un film italiano del 2017 diretto da Pasquale Falcone.

## Trama
Due produttori dilettanti, i fratelli Tavani, decidono di realizzare un film che sia in grado di battere il record di incassi ottenuto in Italia da Checco Zalone con il film Quo vado?, così si mettono alla ricerca di un possibile protagonista. L'impresa, però, si rivela tutt'altro che facile.

## Distribuzione
Il film è uscito, per la prima in sala, l'11 maggio 2017.